# Олимпийская деревня (микрорайон)
Олимпийская деревня — жилой микрорайон на западе Москвы в районе Тропарёво-Никулино, возведённый в 1977—1980 годах в рамках программы по подготовке к XXII Летним Олимпийским играм для проживания их участников. При его проектировании была использована типовая серия жилых панельных домов, а предусмотренное проектом возведение бытовых зданий позволило после окончания Олимпиады передать микрорайон городу. Помимо этого, в части зданий расположились культурные учреждения.

## История

### Предыстория
Вопрос возведения Олимпийской деревни встал после 23 октября 1974 года, когда Москва была утверждена местом для проведения Летних Олимпийских игр 1980 года. Первоначально предлагалось несколько проектов по её реализации: один из них предусматривал воплощение в круглых панельных домах, однако из-за своей дороговизны принят не был. Также рассматривался вариант её размещения в гостиничном комплексе «Измайлово», который был отвергнут ввиду отдалённости гостиницы от спортивного комплекса в Лужниках. В конечном итоге был сделан выбор в пользу проекта группы архитекторов (А. Самсонова, А. Бергельсона, В. Коркиной и И. Новицкой) под руководством Евгения Николаевича Стамо, по которому она формировалась из шестнадцатиэтажных панельных домов вместе со всей городской инфраструктурой на 83 гектарах вдоль Мичуринского проспекта, южнее села Никольское.

### Строительство и эксплуатация

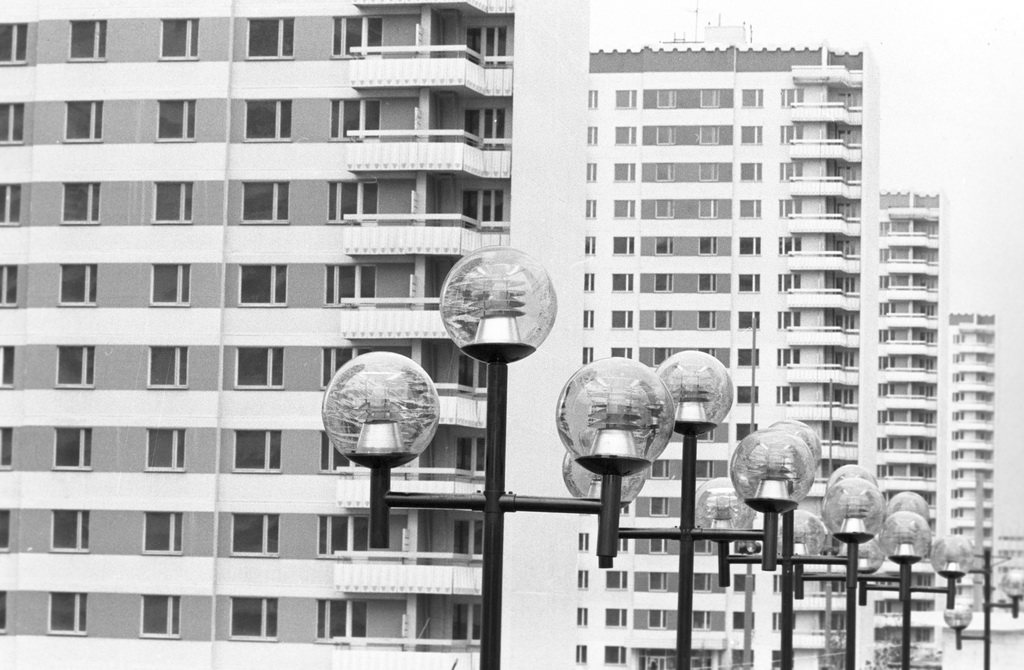
Олимпийская деревня в 1980 году

Строительство деревни началось в 1977 году и продолжалось до 1980 года. За этот период было возведено 18 жилых корпусов с 3438 квартирами, 8 детских учреждений и 22 строения культурно-бытового, коммунального назначений и спортивного характера. Периметр жилой зоны был отмечен забором с пропускными пунктами, по территории запущены колёсные электропоезда. На отрезке русла Самородинки, примыкающем к деревне, был организован парк. Кроме того, для религиозных обрядов христиан, мусульман, иудаистов и буддистов были отведены специальные места, а также приглашены 20 священнослужителей. Заселение спортсменов началось в конце июня 1980 года. На официальном открытии, происходившем 28 июня на площади Наций, присутствовали председатель Исполнительного комитета Московского городского Совета Владимир Промыслов и председатель Организационного комитета Олимпийских игр Игнатий Новиков. Во время Олимпиады спортсменов парами заселяли в квартиры, однако, в связи с отказом ряда стран от участия в Олимпиаде, некоторые дома остались незаселёнными.
С окончанием Олимпийских игр деревня была официально закрыта их организаторами 10 августа, а через полгода, как и планировалось, отдана городу. Весной 1981 года в район началось заселение 14,5 тысяч жителей в квартиры, предварительно освобождавшиеся от интерьера. В том же году авторам проекта Олимпийской деревни была вручена Государственная премия СССР. Нежилые здания бывшей Олимпийской деревни, в которых размещались администрация и культурный центр, были переданы в разное время московским учреждениям культуры. С 2014 по 2017 год в бывшем культурном центре была проведена реконструкция. К июню 2019 года на месте бывшей АТС Олимпийской деревни был возведён жилой комплекс. Также в 2018—2019 годах в микрорайоне были построены теннисные корты, футбольное поле с искусственным покрытием и крытый каток.

## Административно-территориальная принадлежность
К моменту начала строительства окружающая территория относилась к Гагаринскому району. 5 июля 1991 года был образован муниципальный округ «Олимпийская деревня», 12 сентября этого же года его объединили с округом «Никулино». 28 сентября 1993 года муниципальные округа Никулино и соседний с ним Тропарёво были объединены в единый округ «Тропарёво-Никулино». Согласно городскому закону от 5 июля 1995 года был образован район «Тропарёво-Никулино».

## Планировка и инфраструктура
Микрорайон расположен на Мичуринском проспекте, между парком Олимпийской деревни и парком Школьников, на территории в 83 гектара. Под жилую зону были отведены 20 га, где построены жилые корпуса, которыми формируется три замкнутых двора с высаженной в них кольцами зеленью. Дворы пересекаются дорогой к спортивному, культурному и торговым комплексам, изначально предполагавшейся как часть пешеходных пространств и украшенной шарообразными фонарями. Параллельно их сопровождают 2 школы и 4 детских сада. Торговый комплекс микрорайона представлен тремя корпусами, включая галерею Люкс, на площади между которыми был сооружён парапет для фонтана. На противоположной стороне площади находится мемориальная плита. По задумке проектировщиков, жилые пространства были изолированы от общественных центров. Первоначально в жилом комплексе отсутствовали улицы, что изменилось, со слов местных жителей, после строительства Новой Олимпийской Деревни: тогда была образована улица Мичуринский Проспект, Олимпийская Деревня.

### Архитектура
Жилая часть микрорайона возводилась в типовых панельных жилых домах серии П-3 с использованием активных цветов в оформлении фасадов. В микрорайоне их отличительной чертой стало наличие «чёрного» входа, мраморная отделка холлов подъездов и облицованные особыми панелями балконы. Здание дирекции образуют две перпендикулярно расположенные архитектурные формы — четырёхэтажная, выполненная в алюминиевых панелях и возвышающаяся на опорах, покрытых чёрным лабрадором, с синими часами на северном фасаде, и одноэтажная, выполненная в известняке и обладающая стеклянными стенами, где находится почтовое отделение. Культурный центр оборудован тремя залами и рестораном. Главное строение спорткомплекса микрорайона, в котором тренировались спортсмены, состоит из трёх этажей, на которых обустроены комнаты обслуживания. Рядом расположилось крыло с бассейном и спортивными залами.
| - Балконы, облицованные узорчатыми панелями - Бывшее здание дирекции в 2018 году - Бывший культурный центр в 2016 году |

### Транспорт
Поскольку микрорайон уже на стадии проектирования было решено передать городу c окончанием игр, его связали с существующей транспортной инфраструктурой, включая станцию метро «Юго-Западная». На 2018 год от этой станции к Олимпийской деревне следуют два маршрута автобусов — № м27 и № 667. Помимо Юго-Западной, близ микрорайона 30 августа 2018 года открылась станция «Озёрная». На Мичуринском проспекте через остановки «Олимпийская деревня» и «Музей обороны Москвы» следуют ряд автобусов и электробус № м17.

### Культура
В 1981 году в здании дирекции деревни был открыт музей обороны Москвы, где он функционирует и теперь. В культурном же центре бывшей Олимпийской деревни первое время располагался концертный зал министерства культуры. В 2002 году в него въехал Государственный музыкальный театр Национального искусства под руководством В. Назарова, сменённый в 2014 году по причине своей нерентабельности концертной площадкой «Филармония-2».